# 岡谷敏明
岡谷 敏明（おかたに としあき）は、香川県仲多度郡出身のイラストレーター、デザイナー。香川県高松市在住。
愛称は「画伯」「オカピ」。
猫をイメージしたイラスト （笑いの文化人講座単行本14巻奥付より）の可愛さと、表現と内容の鋭さ、過激さとの共存が特徴。

## 主な作品
- 『Tj kagawa』（香川県のタウン誌）挿絵
- 『笑いの文化人講座』の表紙（13巻-現在は絶版-から）
- Tj kagawa「OL倶楽部」漫画
- Tj kagawa「ぼうや王国」4コマ漫画
- 観音寺競輪場のマスコットキャラクター「銭形くん」
- 丸亀市「お城村実行委員会」お城祭り用キャラクター
- ホラー誌『あなたが体験した怖い話』読み物中挿絵（ギャグ調）
- フリーペーパー「ぱちんこ・スロット漫画」（ギャグ調）
- 携帯漫画「うどん4コマ」（ギャグ調）
- 「ねこといっしょ」ねこ漫画雑誌等に4コマ漫画（ギャグ調）